# Oberburg Driedorf
Die Oberburg Driedorf ist die Ruine einer Burg im Westerwald in der Gemeinde Driedorf im Lahn-Dill-Kreis in Hessen.

## Geschichte
Die erste Annahme geht davon aus, dass die Burg um 1305 mit der Erteilung der Stadtrechte durch König Albrecht I. (Albrecht von Österreich) erbaut wurde. Emich I., zweiter Sohn Otto I. von Nassau, bekam nach dessen Tod und der Aufteilung Nassaus ottonischer Linie unter seinen drei Söhnen den nassauischen Anteil an der Herrschaft Driedorf, Esterau mit den grundherrlichen Rechten in der Hadamarer Mark, den ottonischen Anteilen an Dausenau und Ems sowie Streubesitz und begründete die ältere Linie Nassau-Hadamar. Seine Residenz war das Junkernschloss in Driedorf. Wohl zur Absicherung der Stadtmauer Driedorfs wurde die Oberburg errichtet.
Nach denkmalpflegerischen Gesichtspunkten wird aber auch manchmal angenommen, dass die Burg schon gegen Ende des 13. Jahrhunderts von Graf Otto errichtet wurde.
1368 starb der Enkel Emichs Heinrich von Nassau-Hadamar. Sein Schwager Graf Ruprecht der Streitbare von Nassau zu Sonnenberg, aus der walramischen Linie des Hauses Nassau, der um 1362 Heinrichs und Emichs III. Schwester Anna († 1404) geheiratet hatte, wurde Vormund von Heinrichs Bruder Emich III. von Nassau-Hadamar, der als nicht regierungsfähig galt.  Mit seinem Tod (1394 letztmals genannt) erlosch die ältere Linie Nassau-Hadamar. Ruprecht bekam Hilfe von Heinrich II. von Hessen bei der Inbesitznahme des Erbes, in dem er Driedorf als angebliches erledigtes hessisches Lehen einzog und Ruprecht damit belehnte. Da auch Johann I. von Nassau-Dillenburg Anspruch erhob, kam es in der Folge zu schweren Auseinandersetzungen. 

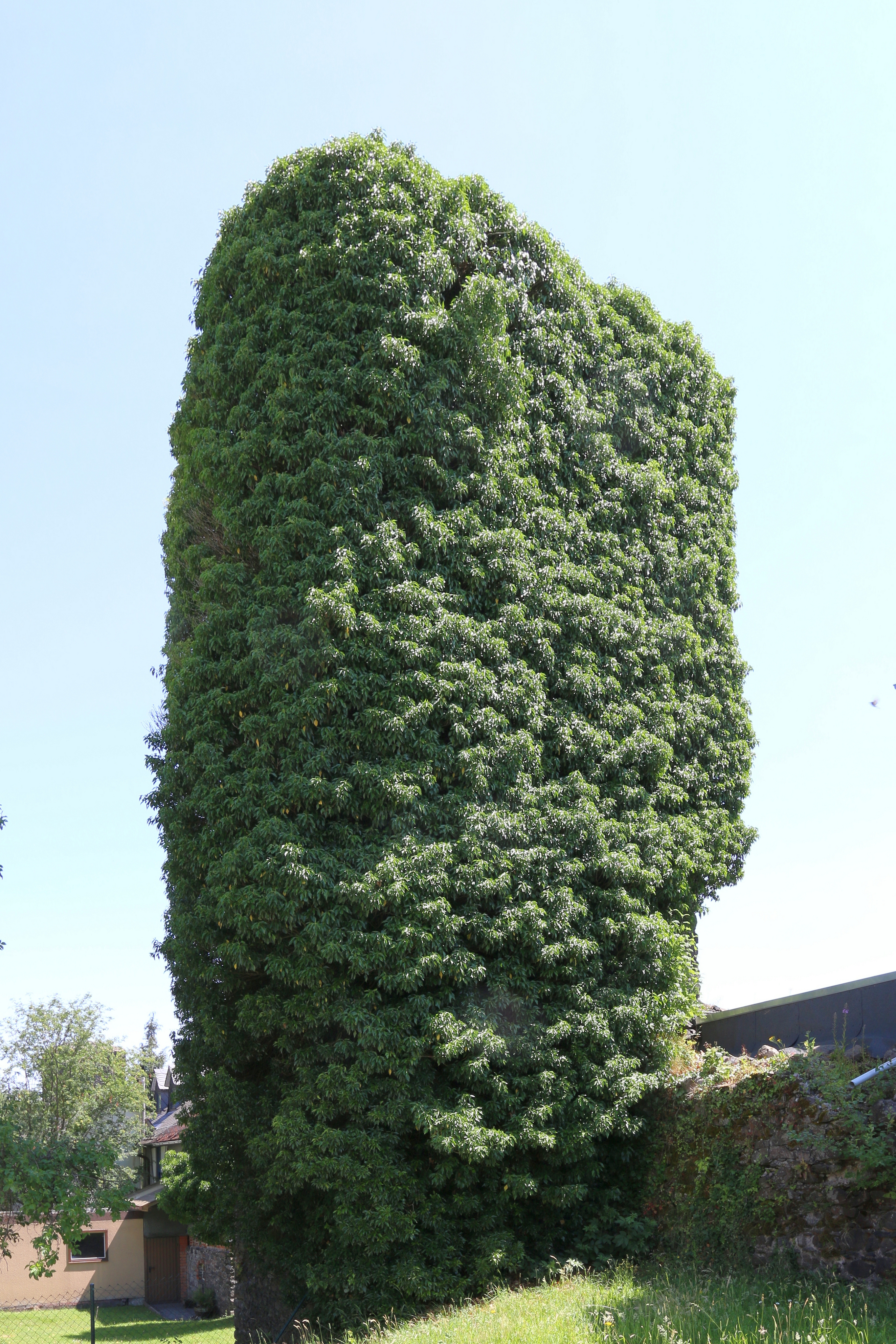
Blick von der Straße zum Turm

1390 verstarb Ruprecht und seine Witwe Anna von Nassau-Hadamar († 21. Januar 1404), Tochter des Grafen Johann von Nassau-Hadamar und Elisabeth von Waldeck vermählte sich mit Diether VIII. von Katzenelnbogen, der dadurch in den Besitz von einem Drittel an Driedorf bekam. Mit seinem Tod 1402 kam die Burg in den Besitz des hessischen Landgrafen Hermann II. von Hessen und Diethers Sohn aus erster Ehe Johann IV. von Katzenelnbogen, die sich in den Besitz teilten und die Burg erneuerten. Mit dem Aussterben der Katzenelnbogener ging Driedorf 1479 an den oberhessischen Grafen Heinrich III. von Hessen-Marburg. 1557 kam Driedorf nach langen Rechtsstreitigkeiten wieder an das Haus Nassau. 1604 wurde die Burg nochmals erneuert.
Mehrere schwere Stadtbrände, so 1635 und 1672 führten auch in der Burg zu immer mehr Zerstörung; ein erneuter Brand 1812 ließ aus der Burg eine Ruine werden. Die Burg wurde danach nicht wiederaufgebaut und verfiel, die Reste durch Ortserweiterungen überbaut.

## Anlage
Die Driedorfer Oberburg schloss sich mit ihrer Ringmauer und fünf Türmen mit der Stadtmauer zusammen. 
Am nordwestlichen Ortsrand ist heute noch ein rechteckiger Bergfried (der obere Turm) mit Übergang in die Stadtummauerung und Reste des Berings erhalten. Die sanierte Burgruine ist ein hessisches Kulturdenkmal. Der erhaltene Turm befindet sich auf Privatbesitz und kann nur von der Straße aus besichtigt werden.